# Bösimoos

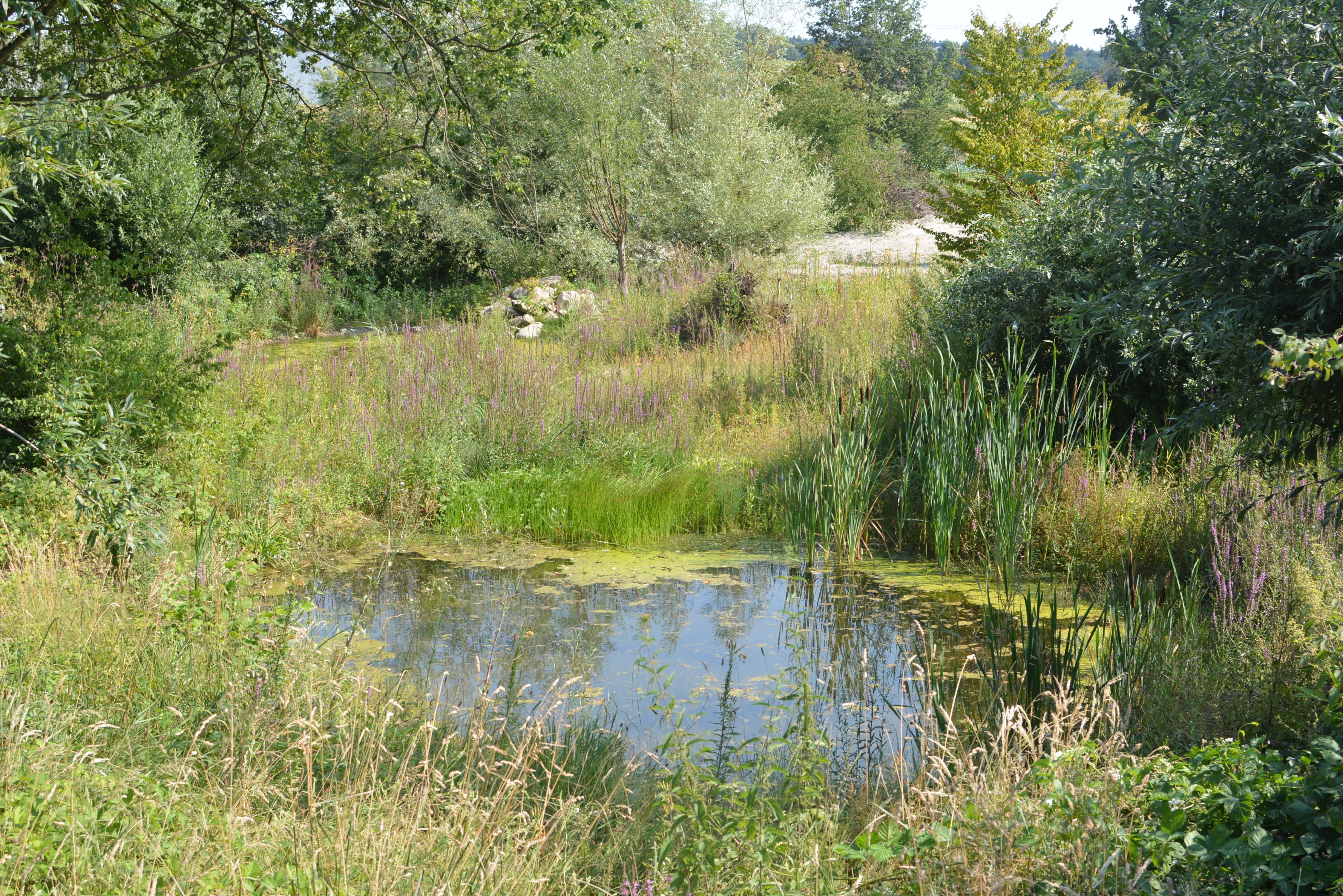
Tümpel im Bösimoos

Das Bösimoos – oder auch Besimoos – ist ein Feuchtgebiet und ein Naturschutzreservat im Schweizer Kanton Aargau.

## Lage
Das Naturschutzgebiet Bösimoos mit einer Fläche von 20,5 Hektar liegt auf rund 400 m ü. M. in einer Hügellandschaft und in einer flachen, feuchten Mulde bei Busslingen im Gebiet der drei Aargauer Gemeinden Stetten, Remetschwil und Niederrohrdorf. Die Bodenform entstand während der letzten Eiszeit am Rand des damaligen Reussgletschers im Bereich von Seitenmoränen. Der Hügel Hürst, dessen östlicher Abhang im Schutzgebiet Bösimoos liegt, entstand aus einem solchen Moränenzug auf der rechten Seite des Gletschers.
In mehreren Senken zwischen den Moränenhügeln lagen nacheiszeitlich kleine Seen, die allmählich verlandeten, so dass sich in den ehemaligen Seebecken Sümpfe und Torfmoore entwickelten. Die Schutzgebiet Taumoos nordwestlich des Bösimooses ist ein national bedeutendes Moor, während das Bösimoos, das Egelmoos und auch das nahe am Bösimoos liegende Feucht- und Seengebiet Torfmoos unter den Amphibienlaichgebieten von nationaler Bedeutung aufgeführt sind.
Die Moränenzone mit den ehemaligen Moorflächen wurde früher durch den offenen Bachlauf des Torfmoosbachs drainiert und gegen Westen zur Reuss entwässert. Der Bach ist im offenen Landwirtschaftsgebiet seit den 1920er Jahren eingedolt. Der Oberlauf wurde zum Zweck der Regeneration der wertvollen Torfmoore mit künstlichen Dämmen wieder abgesperrt. Die noch offen gebliebenen Bachabschnitte sind als Laichgewässer wertvoll.
Die Kernzone des Bösimooses (1,7 Hektar), die von intensiv genutztem Landwirtschaftsgebiet umgeben ist, gehört seit 2008 der Naturschutzorganisation Pro Natura, die im Gebiet in den 2010er Jahren neue künstliche Tümpel als Laichgewässer anlegte. Die Einwohnergemeinde Stetten nahm das Feuchtbiotop Bösimoos bei der Änderung der kommunalen Bau- und Nutzungsordnung im Jahr 2012 aus der Landwirtschaftszone und wies es der Schutzzone «Feucht- und Nassbiotope» zu.

## Flora und Fauna

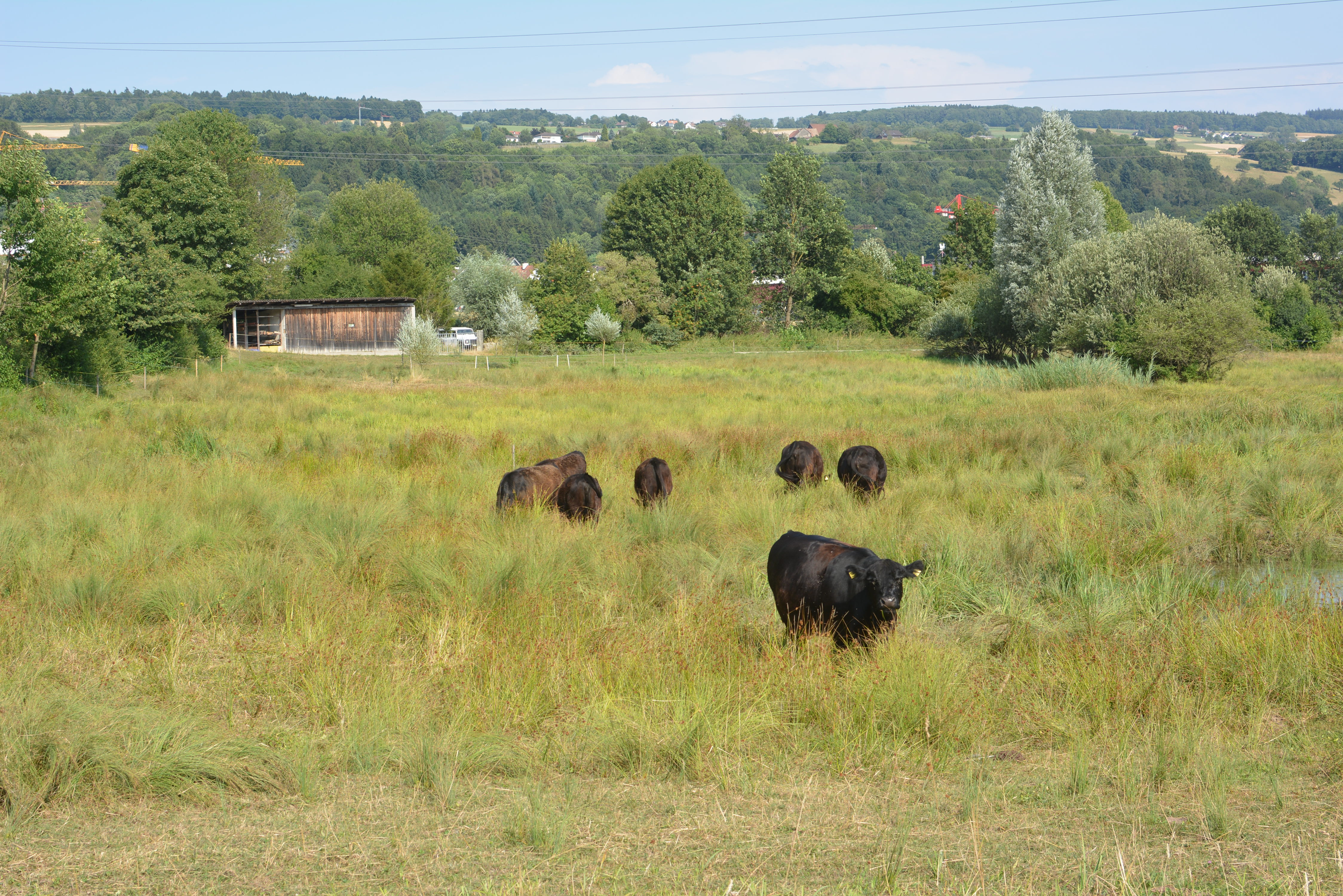
Weide mit Galloway-Rindern im Bösimoos

Im Amphibienlaichgebiet Bösimoos (Objekt-Nr. AG2015 im Bundesinventar; Reservat-Nr. 347582 in der Weltdatenbank der Schutzgebiete WDPA) sind der Bergmolch, der Fadenmolch, der Europäische Laubfrosch, der Grasfrosch, die Gelbbauchunke und die Kreuzkröte nachgewiesen. Der Lebensraum umfasst das offene, mit einzelnen Bäumen und Gebüsch bestockte Sumpf- und Wiesengebiet östlich und westlich davon sowie Wald am flachen Hügel Hürst, der vom Forstbetrieb Reusstal bewirtschaftet wird.
In den Riedwiesen hat der Weissstorch ein Jagdgebiet gefunden.
Pro Natura lässt die Graslandschaft im Bösimoos mit Rindern beweiden und die Tümpel periodisch gegen Verlandung schützen.